# Hadromyia opaca
Hadromyia opaca är en tvåvingeart som först beskrevs av Shannon 1916.  Hadromyia opaca ingår i släktet Hadromyia och familjen blomflugor. Inga underarter finns listade i Catalogue of Life.